# Giovanni Battista Maggi
Giovanni Battista Maggi (* 21. Juni 1775 in Castel San Pietro; † 23. April 1835 ebenda) war ein Schweizer Anwalt, Militär und Politiker. Er war Angehöriger des Tessiner Staatsrats und amtierte zudem als Landammann des Kantons.

## Biografie
Giovanni Battista Maggi wurde als Sohn des reggente der Pieve Balerna und Tagsatzungsabgeordneten Giovanni Antonio Maggi von Castel San Pietro und seiner Frau Rosa Monera geboren. Nach seinen Studien in Rechtswissenschaft wirkte er als Anwalt und Notar, dann war er Statthalter des Landvogts von Mendrisio in Gerichtssachen. Als führender Vertreter der Patrioten war er 1798 Präsident der provisorischen Regierung in Mendrisio und gehörte der Delegation an, die in Mailand für die Angliederung des Mendrisiotto an die Cisalpinische Republik eintrat.
1799 wurde er nationaler Unterpräfekt und Kommandant des Militärbezirks Mendrisio. Nach den antifranzösischen Unruhen vom April 1799 flüchtete er ins Ausland. Im Jahr darauf zeichnete er sich in der Schlacht bei Marengo aus. Im Jahr 1810 wurde er als Oberst geführt.
Von 1803 bis 1834 war er Mitglied des Tessiner Grossrates. Von 1803 bis 1811 und noch einmal von 1815 bis 1827 war er Staatsrat. Von 1815 bis 1819 und von 1824 bis 1826 amtierte er als Landammann. Von 1805 bis 1826 war er mehrmals Abgesandter zur Eidgenössischen Tagsatzung. Er war einer der Hauptgegner des Regimes von Giovanni Battista Quadri, zu dessen Ende er durch die Unterstützung der Verfassungsreform von 1830 herbeiführen half.